# Josef-Franz Eckinger
Josef-Franz Eckinger (17 de dezembro de 1904 - 17 de outubro de 1941) foi um oficial alemão que serviu no Deutsches Heer durante a Segunda Guerra Mundial. Foi condecorado com a Cruz de Cavaleiro da Cruz de Ferro com Folhas de Carvalho.

## Condecorações
| Cruz de Ferro (1939) 2ª Classe                                  | 26 de maio de 1940     |
| Cruz de Ferro (1939) 1ª Classe                                  | 13 de junho de 1940    |
| Distintivo da infantaria de assalto em Prata                    |                        |
| Distintivo de Honra do Exército                                 | 20 de setembro de 1941 |
| Cruz de Cavaleiro da Cruz de Ferro                              | 17 de março de 1941    |
| Cruz de Cavaleiro da Cruz de Ferro com Folhas de Carvalho nº 48 | 31 de dezembro de 1941 |